# Carola Bluhm
Carola Bluhm, née le 16 novembre 1962 à Berlin, est une femme politique allemande membre de Die Linke.
Elle est élue en 1990 à l'assemblée municipale de Berlin-Est, et intègre l'année plus tard la Chambre des députés de la ville réunifiée, où elle préside par deux fois le groupe PDS, puis Die Linke. En 2009, elle est nommée sénatrice pour les Affaires sociales de Berlin dans la coalition rouge-rouge de Klaus Wowereit.

## Éléments personnels

### Formation et carrière
Elle passe son Abitur en 1982, devenant cette même année ouvrière qualifiée en production fruitière. Elle entreprend aussitôt des études supérieures de sociologie à l'université Humboldt de Berlin, qu'elle achève avec succès cinq ans plus tard.
Elle commence aussitôt à travailler comme associée de recherche à la faculté d'économie, un poste auquel elle renonce en 1991.

## Vie politique

### Parcours militant
En 1982, elle adhère au Parti socialiste unifié d'Allemagne, alors dominant en Allemagne de l'Est. Elle en reste membre lorsqu'il devient le Parti du socialisme démocratique (PDS) en 1990, puis Die Linke en 2007.

### Carrière institutionnelle
Élue députée à l'assemblée municipale de Berlin-Est en 1990, elle entre l'année suivante à la Chambre des députés de Berlin, désormais réunifiée. Elle prend en 1995 la coprésidence du groupe PDS avec Harald Wolf, à laquelle elle renonce en 2001 pour devenir vice-présidente. À la suite des élections de 2006, elle retrouve la direction du groupe parlementaire.
Le 15 octobre 2009, Carola Bluhm est nommée sénatrice pour l'Intégration, le Travail et les Affaires sociales de Berlin dans la coalition rouge-rouge du maire-gouverneur social-démocrate Klaus Wowereit en remplacement de Heidi Knake-Werner, démissionnaire pour des raisons d'âge. À la formation du sénat Wowereit IV, le 24 novembre 2011, elle est relevée de ses fonctions.